# Pagar Agung (Rambang)
Pagar Agung is een bestuurslaag in het regentschap Muara Enim van de provincie Zuid-Sumatra, Indonesië. Pagar Agung telt 3468 inwoners (volkstelling 2010).